# Ultraviolence (album van Lana Del Rey)
Ultraviolence is het derde studioalbum van de Amerikaanse zangeres Lana Del Rey, dat werd uitgebracht op 13 juni 2014. Na de release van haar debuutalbum Born to die uit 2012 had Del Rey gezegd dat ze niet nog een album zou maken, maar in 2013 is ze toch begonnen aan het opnemen van een nieuw album. Ze werkte samen met onder meer Paul Upworth, Greg Kurstin en Rick Nowels.
Het album kwam binnen op nummer 5 in de Nederlandse Album Top 100 en er zijn wereldwijd ruim één miljoen exemplaren van verkocht.

## Tracklist
| Nr. | Titel                         | Schrijver(s)                       | Duur |
| --- | ----------------------------- | ---------------------------------- | ---- |
| 1.  | "Cruel World"                 | Lana Del Rey, Blake Stranathan     | 6:39 |
| 2.  | "Ultraviolence"               | Del Rey, Daniel Heath              | 4:11 |
| 3.  | "Shades of Cool"              | Del Rey, Rick Nowels               | 5:42 |
| 4.  | "Brooklyn Baby"               | Del Rey, Barry O'Neill             | 5:51 |
| 5.  | "West Coast"                  | Del Rey, Nowels                    | 4:16 |
| 6.  | "Sad Girl"                    | Del Rey, Nowels                    | 5:17 |
| 7.  | "Pretty When You Cry"         | Stranathan, Del Rey                | 3:54 |
| 8.  | "Money Power Glory"           | Del Rey, Greg Kurstin              | 4:30 |
| 9.  | "Fucked My Way Up to the Top" | Del Rey, Heath                     | 3:32 |
| 10. | "Old Money"                   | Del Rey, Heath, Robbie Fitzsimmons | 4:31 |
| 11. | "The Other Woman"             | Jessie Mae Robinson                | 3:01 |

## Hitnoteringen

### NederlandseAlbum Top 100
| Hitnotering: 21-06-2014 t/m 06-09-2014 | Hitnotering: 21-06-2014 t/m 06-09-2014 | Hitnotering: 21-06-2014 t/m 06-09-2014 | Hitnotering: 21-06-2014 t/m 06-09-2014 | Hitnotering: 21-06-2014 t/m 06-09-2014 | Hitnotering: 21-06-2014 t/m 06-09-2014 | Hitnotering: 21-06-2014 t/m 06-09-2014 | Hitnotering: 21-06-2014 t/m 06-09-2014 | Hitnotering: 21-06-2014 t/m 06-09-2014 | Hitnotering: 21-06-2014 t/m 06-09-2014 | Hitnotering: 21-06-2014 t/m 06-09-2014 | Hitnotering: 21-06-2014 t/m 06-09-2014 | Hitnotering: 21-06-2014 t/m 06-09-2014 | Hitnotering: 21-06-2014 t/m 06-09-2014 |
| Week:                                  | 1                                      | 2                                      | 3                                      | 4                                      | 5                                      | 6                                      | 7                                      | 8                                      | 9                                      | 10                                     | 11                                     | 12                                     |                                        |
| -------------------------------------- | -------------------------------------- | -------------------------------------- | -------------------------------------- | -------------------------------------- | -------------------------------------- | -------------------------------------- | -------------------------------------- | -------------------------------------- | -------------------------------------- | -------------------------------------- | -------------------------------------- | -------------------------------------- | -------------------------------------- |
| Positie:                               | 5                                      | 10                                     | 17                                     | 26                                     | 44                                     | 28                                     | 39                                     | 37                                     | 42                                     | 71                                     | 70                                     | 89                                     | uit                                    |

### VlaamseUltratop 200 Albums
| Hitnotering: (Week 1 t/m 21) 28-06-2014 t/m 15-11-2014 Hitnotering: (Week 22 t/m 28) 06-12-2014 t/m 17-01-2015 Hitnotering: (Week 29 t/m 30) 31-01-2015 t/m 07-02-2015 Hitnotering: (Week 31 t/m 32) 21-02-2015 t/m 28-02-2015 Hitnotering: (Week 33) 29-08-2015 Hitnotering: (Week 34) 12-09-2015 | Hitnotering: (Week 1 t/m 21) 28-06-2014 t/m 15-11-2014 Hitnotering: (Week 22 t/m 28) 06-12-2014 t/m 17-01-2015 Hitnotering: (Week 29 t/m 30) 31-01-2015 t/m 07-02-2015 Hitnotering: (Week 31 t/m 32) 21-02-2015 t/m 28-02-2015 Hitnotering: (Week 33) 29-08-2015 Hitnotering: (Week 34) 12-09-2015 | Hitnotering: (Week 1 t/m 21) 28-06-2014 t/m 15-11-2014 Hitnotering: (Week 22 t/m 28) 06-12-2014 t/m 17-01-2015 Hitnotering: (Week 29 t/m 30) 31-01-2015 t/m 07-02-2015 Hitnotering: (Week 31 t/m 32) 21-02-2015 t/m 28-02-2015 Hitnotering: (Week 33) 29-08-2015 Hitnotering: (Week 34) 12-09-2015 | Hitnotering: (Week 1 t/m 21) 28-06-2014 t/m 15-11-2014 Hitnotering: (Week 22 t/m 28) 06-12-2014 t/m 17-01-2015 Hitnotering: (Week 29 t/m 30) 31-01-2015 t/m 07-02-2015 Hitnotering: (Week 31 t/m 32) 21-02-2015 t/m 28-02-2015 Hitnotering: (Week 33) 29-08-2015 Hitnotering: (Week 34) 12-09-2015 | Hitnotering: (Week 1 t/m 21) 28-06-2014 t/m 15-11-2014 Hitnotering: (Week 22 t/m 28) 06-12-2014 t/m 17-01-2015 Hitnotering: (Week 29 t/m 30) 31-01-2015 t/m 07-02-2015 Hitnotering: (Week 31 t/m 32) 21-02-2015 t/m 28-02-2015 Hitnotering: (Week 33) 29-08-2015 Hitnotering: (Week 34) 12-09-2015 | Hitnotering: (Week 1 t/m 21) 28-06-2014 t/m 15-11-2014 Hitnotering: (Week 22 t/m 28) 06-12-2014 t/m 17-01-2015 Hitnotering: (Week 29 t/m 30) 31-01-2015 t/m 07-02-2015 Hitnotering: (Week 31 t/m 32) 21-02-2015 t/m 28-02-2015 Hitnotering: (Week 33) 29-08-2015 Hitnotering: (Week 34) 12-09-2015 | Hitnotering: (Week 1 t/m 21) 28-06-2014 t/m 15-11-2014 Hitnotering: (Week 22 t/m 28) 06-12-2014 t/m 17-01-2015 Hitnotering: (Week 29 t/m 30) 31-01-2015 t/m 07-02-2015 Hitnotering: (Week 31 t/m 32) 21-02-2015 t/m 28-02-2015 Hitnotering: (Week 33) 29-08-2015 Hitnotering: (Week 34) 12-09-2015 | Hitnotering: (Week 1 t/m 21) 28-06-2014 t/m 15-11-2014 Hitnotering: (Week 22 t/m 28) 06-12-2014 t/m 17-01-2015 Hitnotering: (Week 29 t/m 30) 31-01-2015 t/m 07-02-2015 Hitnotering: (Week 31 t/m 32) 21-02-2015 t/m 28-02-2015 Hitnotering: (Week 33) 29-08-2015 Hitnotering: (Week 34) 12-09-2015 | Hitnotering: (Week 1 t/m 21) 28-06-2014 t/m 15-11-2014 Hitnotering: (Week 22 t/m 28) 06-12-2014 t/m 17-01-2015 Hitnotering: (Week 29 t/m 30) 31-01-2015 t/m 07-02-2015 Hitnotering: (Week 31 t/m 32) 21-02-2015 t/m 28-02-2015 Hitnotering: (Week 33) 29-08-2015 Hitnotering: (Week 34) 12-09-2015 | Hitnotering: (Week 1 t/m 21) 28-06-2014 t/m 15-11-2014 Hitnotering: (Week 22 t/m 28) 06-12-2014 t/m 17-01-2015 Hitnotering: (Week 29 t/m 30) 31-01-2015 t/m 07-02-2015 Hitnotering: (Week 31 t/m 32) 21-02-2015 t/m 28-02-2015 Hitnotering: (Week 33) 29-08-2015 Hitnotering: (Week 34) 12-09-2015 | Hitnotering: (Week 1 t/m 21) 28-06-2014 t/m 15-11-2014 Hitnotering: (Week 22 t/m 28) 06-12-2014 t/m 17-01-2015 Hitnotering: (Week 29 t/m 30) 31-01-2015 t/m 07-02-2015 Hitnotering: (Week 31 t/m 32) 21-02-2015 t/m 28-02-2015 Hitnotering: (Week 33) 29-08-2015 Hitnotering: (Week 34) 12-09-2015 | Hitnotering: (Week 1 t/m 21) 28-06-2014 t/m 15-11-2014 Hitnotering: (Week 22 t/m 28) 06-12-2014 t/m 17-01-2015 Hitnotering: (Week 29 t/m 30) 31-01-2015 t/m 07-02-2015 Hitnotering: (Week 31 t/m 32) 21-02-2015 t/m 28-02-2015 Hitnotering: (Week 33) 29-08-2015 Hitnotering: (Week 34) 12-09-2015 | Hitnotering: (Week 1 t/m 21) 28-06-2014 t/m 15-11-2014 Hitnotering: (Week 22 t/m 28) 06-12-2014 t/m 17-01-2015 Hitnotering: (Week 29 t/m 30) 31-01-2015 t/m 07-02-2015 Hitnotering: (Week 31 t/m 32) 21-02-2015 t/m 28-02-2015 Hitnotering: (Week 33) 29-08-2015 Hitnotering: (Week 34) 12-09-2015 | Hitnotering: (Week 1 t/m 21) 28-06-2014 t/m 15-11-2014 Hitnotering: (Week 22 t/m 28) 06-12-2014 t/m 17-01-2015 Hitnotering: (Week 29 t/m 30) 31-01-2015 t/m 07-02-2015 Hitnotering: (Week 31 t/m 32) 21-02-2015 t/m 28-02-2015 Hitnotering: (Week 33) 29-08-2015 Hitnotering: (Week 34) 12-09-2015 | Hitnotering: (Week 1 t/m 21) 28-06-2014 t/m 15-11-2014 Hitnotering: (Week 22 t/m 28) 06-12-2014 t/m 17-01-2015 Hitnotering: (Week 29 t/m 30) 31-01-2015 t/m 07-02-2015 Hitnotering: (Week 31 t/m 32) 21-02-2015 t/m 28-02-2015 Hitnotering: (Week 33) 29-08-2015 Hitnotering: (Week 34) 12-09-2015 | Hitnotering: (Week 1 t/m 21) 28-06-2014 t/m 15-11-2014 Hitnotering: (Week 22 t/m 28) 06-12-2014 t/m 17-01-2015 Hitnotering: (Week 29 t/m 30) 31-01-2015 t/m 07-02-2015 Hitnotering: (Week 31 t/m 32) 21-02-2015 t/m 28-02-2015 Hitnotering: (Week 33) 29-08-2015 Hitnotering: (Week 34) 12-09-2015 | Hitnotering: (Week 1 t/m 21) 28-06-2014 t/m 15-11-2014 Hitnotering: (Week 22 t/m 28) 06-12-2014 t/m 17-01-2015 Hitnotering: (Week 29 t/m 30) 31-01-2015 t/m 07-02-2015 Hitnotering: (Week 31 t/m 32) 21-02-2015 t/m 28-02-2015 Hitnotering: (Week 33) 29-08-2015 Hitnotering: (Week 34) 12-09-2015 | Hitnotering: (Week 1 t/m 21) 28-06-2014 t/m 15-11-2014 Hitnotering: (Week 22 t/m 28) 06-12-2014 t/m 17-01-2015 Hitnotering: (Week 29 t/m 30) 31-01-2015 t/m 07-02-2015 Hitnotering: (Week 31 t/m 32) 21-02-2015 t/m 28-02-2015 Hitnotering: (Week 33) 29-08-2015 Hitnotering: (Week 34) 12-09-2015 | Hitnotering: (Week 1 t/m 21) 28-06-2014 t/m 15-11-2014 Hitnotering: (Week 22 t/m 28) 06-12-2014 t/m 17-01-2015 Hitnotering: (Week 29 t/m 30) 31-01-2015 t/m 07-02-2015 Hitnotering: (Week 31 t/m 32) 21-02-2015 t/m 28-02-2015 Hitnotering: (Week 33) 29-08-2015 Hitnotering: (Week 34) 12-09-2015 | Hitnotering: (Week 1 t/m 21) 28-06-2014 t/m 15-11-2014 Hitnotering: (Week 22 t/m 28) 06-12-2014 t/m 17-01-2015 Hitnotering: (Week 29 t/m 30) 31-01-2015 t/m 07-02-2015 Hitnotering: (Week 31 t/m 32) 21-02-2015 t/m 28-02-2015 Hitnotering: (Week 33) 29-08-2015 Hitnotering: (Week 34) 12-09-2015 | Hitnotering: (Week 1 t/m 21) 28-06-2014 t/m 15-11-2014 Hitnotering: (Week 22 t/m 28) 06-12-2014 t/m 17-01-2015 Hitnotering: (Week 29 t/m 30) 31-01-2015 t/m 07-02-2015 Hitnotering: (Week 31 t/m 32) 21-02-2015 t/m 28-02-2015 Hitnotering: (Week 33) 29-08-2015 Hitnotering: (Week 34) 12-09-2015 |
| Week: | 1 | 2 | 3 | 4 | 5 | 6 | 7 | 8 | 9 | 10 | 11 | 12 | 13 | 14 | 15 | 16 | 17 | 18 | 19 | 20 |
| --- | --- | --- | --- | --- | --- | --- | --- | --- | --- | --- | --- | --- | --- | --- | --- | --- | --- | --- | --- | --- |
| Positie: | 1 | 4 | 7 | 15 | 18 | 13 | 14 | 17 | 24 | 29 | 36 | 43 | 63 | 45 | 84 | 83 | 95 | 94 | 124 | 126 |
| Week: | 21 | | 22 | 23 | 24 | 25 | 26 | 27 | 28 | | 29 | 30 | | 31 | 32 | | 33 | | 34 | |
| Positie: | 116 | uit | 143 | 196 | 153 | 163 | 105 | 108 | 142 | uit | 159 | 175 | uit | 200 | 147 | uit | 150 | uit | 178 | uit |